# Laurence L. Sloss
Laurence L. Sloss, genannt Larry Sloss (* 26. August 1913 in Mountain View, Kalifornien; † 2. November 1996 in Evanston (Illinois)), war ein US-amerikanischer Geologe.
Sloss studierte an der Stanford University und wurde 1937 an der University of Chicago promoviert. Danach lehrte er an der School of Mines in Butte (Montana) und ab 1947 an der Northwestern University, wo er mit den Stratigraphen  Ed Dapples und William C. Krumbein zusammenarbeitete. 1971 wurde er dort William Deering Professor of Geological Sciences. 1981 ging er in den Ruhestand.
Er gilt als Pionier der Sequenzstratigraphie in den USA.
1986 erhielt er die Penrose-Medaille und 1980 die William H. Twenhofel Medal sowie den President´s Award der American Association of Petroleum Geologists. Er war Präsident der Geological Society of America.

## Schriften
- mit William C. Krumbein: Stratigraphy and Sedimentation, San Francisco: Freeman 1951
- Stratigraphic models in exploration, American Association of Petroleum Geologists Bulletin, Band 46, 1962, S. 1050–1057
- Sequences in the cratonic interior of North America, Geological Society of America Bulletin, Band 74, 1963, S. 93–113